# Gonomyia (Leiponeura) carsiostyla
Gonomyia (Leiponeura) carsiostyla is een tweevleugelige uit de familie steltmuggen (Limoniidae). De soort komt voor in het Neotropisch gebied.